# Yofukashi no Uta
Yofukashi no Uta (よふかしのうた?  lit. 'El canto de la noche'), distribuida con el título de Call of the Night en Argentina y España o El Canto de la Noche en Hispanoamérica, en una serie de manga escrita e ilustrada por Kotoyama. La historia gira en torno a Kō Yamori, un estudiante que abandona la escuela y por la noche deambula en las calles para lidiar con el insomnio. Es así como conoce a una vampira llamada Nazuna Nanakusa, quien lo invita a su casa y le succiona la sangre. Kō está interesado en convertirse en una de estas criaturas y, como ello sucederá solo si se enamora de Nazuna, le permite seguir alimentándose de él, a la vez que ambos se hacen amigos y experimentan diversas aventuras nocturnas.
La idea de Kotoyama era hacer un manga en el que pudiera dibujar complejos de apartamentos, porque creía que una «atmósfera misteriosa» rodeaba este tipo de viviendas. Insertó vampiros en la historia asociando conceptos y la configuró como una comedia romántica con detalles «retorcidos», ya que le resultaba vergonzoso crear un manga romántico convencional. La obra abarca temas como la soledad o el existencialismo, conceptos que se representan en el estilo de vida de los dos personajes principales. Desde el 28 de agosto de 2019, Yofukashi no Uta se publicó semanalmente en la Shūkan Shōnen Sunday, de la editorial japonesa Shōgakukan. El primer volumen tankōbon se lanzó ese 18 de noviembre, mientras que el último, el vigésimo, hizo lo propio el 18 de marzo de 2024, tras haberse emitido doscientos capítulos. En español es difundida por Ivrea en Argentina y España y por Panini en México.
Se adaptó a un anime desarrollado por Liden Films y a cargo de Tomoyuki Itamura, además de la labor como director en jefe de Tetsuya Miyanishi. Los trece episodios se emitieron en el bloque noitaminA del canal Fuji TV, entre el 7 de julio y el 29 de septiembre de 2022. Se lanzó el programa en formato Blu-ray y DVD tanto en Japón como en Norteamérica, donde Sentai Filmworks se encarga de la distribución. La serie recibió críticas generalmente positivas de la prensa, prueba de ello es que conglomerados de comunicación como Anime News Network, Comic Book Resources y Crunchyroll la incluyeran en listados sobre los mejores mangas o animes del año. Asimismo, Yofukashi no Uta logró cierta popularidad en la industria, especialmente la protagonista.

## Argumento

### Sinopsis
En el universo de Yofukashi no Uta existen los vampiros, quienes, en el caso de que se alimenten de un humano, habilitan la posibilidad de que este se transforme en esa especie, lo que se producirá solo si esa persona se enamora del espectro en cuestión. Algunos se dedican a aumentar su descendencia, mientras que otros succionan sangre con el fin de nutrirse, sin interesarle la persona. La historia se centra en Kō Yamori, un estudiante de secundaria que deja de ir al colegio tras desarrollar insomnio. No tiene amigos ni una vida social satisfactoria y, al no poder dormir, en una ocasión decide escabullirse de casa y deambular por las calles durante la noche. Su tranquilidad se ve alterada una vez que se topa con Nazuna Nanakusa, una bella y excéntrica joven que lo invita a su casa, donde él supuestamente podrá conciliar el sueño. Allí, aprovecha para morderle el cuello, revelándose así su condición de vampira. Nazuna encuentra la sangre de Kō más sabrosa de lo normal y él permite que esta continúe alimentándose, puesto que quiere convertirse. Sin embargo, eso no le será sencillo, ya que no se siente especialmente atraído hacia Nazuna ni entiende qué es el amor.
Con el tiempo se introducen personajes como Akira Asai, una compañera de Kō que se une a algunas aventuras nocturnas, o Mahiru Seki, un antiguo amigo del protagonista. Se dan pocos detalles sobre cómo se desenvuelven las criaturas en la sociedad hasta el momento en que aparece un grupo de vampiras, quienes desvelan que existe el límite de un año para que un humano se convierta, por lo que Kō tiene que enamorarse de Nazuna en ese tiempo. El recatado protagonista comienza a desarrollar atracción sexual hacia ella, dado que atraviesa la pubertad, además de lidiar con una detective que se dedica a cazar vampiros. Para cuando los protagonistas forman un vínculo sentimental, surge un inconveniente que les impide permanecer juntos: un vampiro muere si succiona la sangre de quien ama.

### Temáticas y estilo
Todos los capítulos de Yofukashi no Uta están ambientados durante la noche, exceptuando escenas donde se recurre a analepsis. No se emprende un análisis ético sobre si está mal que el protagonista falte a la escuela, ni se muestra a sus padres. En vez de eso, se hace énfasis en lo divertido que le resulta evitar las responsabilidades. Como escribió el periodista Steve Jones: «Esta serie sostiene que si estás decepcionado con tu vida diurna, bien puedes —y quizás hasta te sea terapéutico— olvidarte de todo eso y tomar otra dirección». No obstante, esta visión no es tan emocionante para los adultos, muchos de los cuales son alcohólicos. De acuerdo con Comic Book Resources, la noche en Yofukashi no Uta explora temas como la soledad y el existencialismo: ninguno de los dos protagonistas encuentra sentido a la vida y cada uno busca ayuda en el otro.
Cabe mencionar que, a diferencia de muchas comedias románticas, que representan al resto de personajes masculinos como «desagradables» con el fin de enaltecer al protagonista y que el interés amoroso solo se fije en él, en este manga los demás jóvenes no presentan esta característica. En cuanto a los vampiros, pueden interpretarse como una métafora del sexo o la prostitución. A modo de ejemplo, Nazuna solo actúa de noche y atrae personas a su casa para que le hagan compañía, asegurándoles que pasarán un «buen rato». El propio acto de succionar sangre tiene connotación sexual para ella, lo que se manifiesta en escenas donde Kō ofrece el cuello, a lo que Nazuna suele reaccionar con nerviosismo y llamarlo «ramera lujuriosa». En relación con esto, en el manga se utiliza mucho humor obsceno y fanservice. Por otra parte, aun cuando trata acerca de vampiros, solo se agrega suspenso y terror en la historia una vez que se introduce a la detective que caza estas criaturas.

## Personajes
A continuación, se describe brevemente a los personajes principales y se nombra a los seiyū de la versión original:
- Kō Yamori (夜守コウ Yamori Kō?) es un estudiante de catorce años. Cursaba segundo año de secundaria, hasta que simplemente dejó de ir a clases y empezó a vagar por las calles durante la noche debido al insomnio.[2][4] Viste pantalón corto y sudadera y, a pesar de no tener amigos o vida social, no se lo retrata como un adolescente infeliz, sino tranquilo.[12][13] En escenas de su pasado se muestra que tenía amistades, pero con el tiempo comenzó a rehuir de estas.[2] Cuando se da cuenta de que ha sido mordido por Nazuna, repentinamente le agrada la idea de convertirse en vampiro.[2] En el idioma original, su seiyū es Gen Satō.[13]

- Nazuna Nanakusa (七草ナズナ Nanakusa Nazuna?) es una vampira que aparenta ser una adolescente, pero en realidad tiene muchos más años.[2] Frecuentemente viste una chaqueta con capucha que le esconde casi todo el cuerpo, y debajo de esta usa blusa corta y pantalones cortos.[12][13] Es entusiasta, coqueta y propensa a hablar obscenidades, si bien se avergüenza con facilidad cuando Kō ofrece su sangre o se toca el tema de romance.[4][12] Detrás de esa fachada, esconde una vida sumamente solitaria.[11] Le gustan los videojuegos y para mantenerse trabaja a tiempo parcial como masajista, empleo que lleva a cabo en su departamento.[11] Más adelante, se revela que es hija de una vampira y un humano.[14] En el idioma original, su seiyū es Sora Amamiya.[13]

- Akira Asai (朝井アキラ Asai Akira?) es una de las antiguas compañeras de escuela y amiga de la infancia de Kō, por quien se presume tiene sentimientos románticos.[6][7] Dueña de un rostro inexpresivo, su vestimenta consta de un uniforme escolar.[15] También suele deambular por la noche, así que entiende que su amigo falte a clases e, incluso, lo apoya una vez enterada de su deseo de convertirse en vampiro. No obstante, esto no impide que le recomiende volver al colegio siempre que puede o que le preocupe el hecho de que diariamente ofrezca su sangre a Nazuna.[7][6] En el idioma original, su seiyū es Yumiri Hanamori.[15]

- Mahiru Seki (夕真昼 Seki Mahiru?), al igual que Akira, conoció a Kō en la infancia, pero perdieron el contacto con el transcurso de los años. Es un estudiante popular, inteligente y optimista, características que lo convierten en un arquetipo de deredere (デレデレ?).[8][16] Vaga por las noches como el resto de personajes, aunque él sí realiza actividades durante el día, y se sugiere que también está involucrado con una vampira.[8] De esta forma, simboliza la «batalla interna» que el protagonista enfrenta, al encontrar valor en el día y libertad en la noche.[16] En el idioma original, su seiyū es Kenshō Ono.[17]

- Anko Uguisu (鶯餡子 Uguisu Anko?) es la detective que se dedica a cazar vampiros. Porta un gabán y es fumadora empedernida, una de sus principales características.[18] Aun con la profesión que lleva, no es especialmente agresiva con las criaturas y siente pena por los humanos que han sido mordidos.[9] Acostumbra a actuar con indiferencia, pero de ser necesario puede ser muy intimidante.[9] En el idioma original, su seiyū es Miyuki Sawashiro.[18]

## Producción

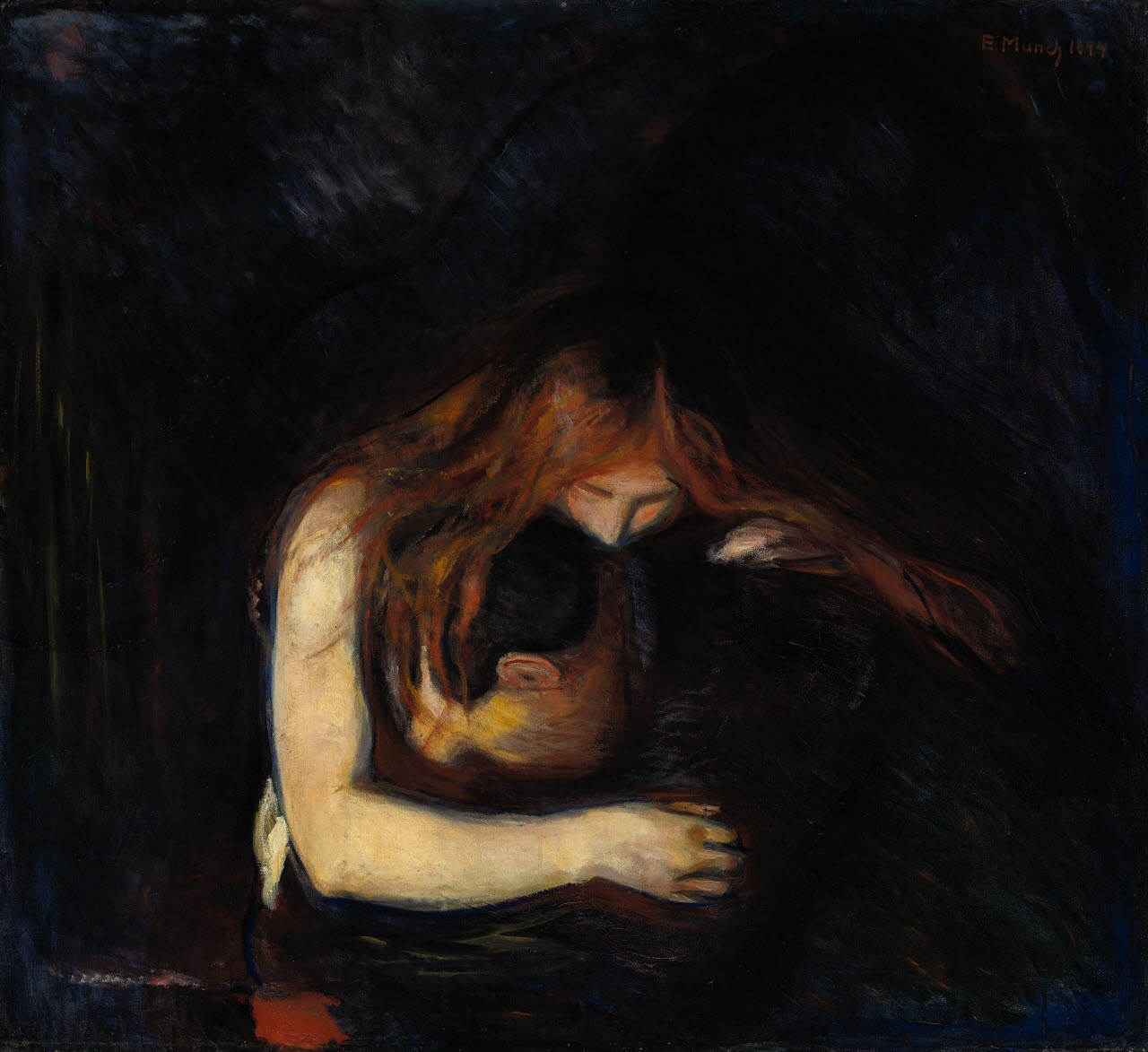
Vampire (1894), pintura de Edvard Munch

Este es el segundo trabajo de Kotoyama luego del manga Dagashi Kashi, que también presenta humor obsceno y se serializó en Shūkan Shōnen Sunday. Los protagonistas viven en diferentes complejos de apartamentos y, de acuerdo con el autor, así es como surgió el concepto de la obra. En primer lugar, quiso hacer una historieta donde pudiera ilustrar ese tipo de viviendas, que para él guardan una «atmósfera de misterio», y más adelante asoció ideas: «Apartamentos... noche... niños... vampiros... Así se formó la estructura». Los capítulos transcurren de noche debido a propias experiencias de Kotoyama. Cuando era estudiante, en más de una ocasión se escabulló de casa y vagó por las calles, algo que le resultó muy tranquilo. Notó que esa sensación indescriptible mermó conforme pasaron los años y quiso representar «la noche como yo la sentía en esa época». Este es solo uno de muchos aspectos del manga basados en experiencias del autor. «Casi siempre dibujo cosas que he experimentado o pensado. No es que haya tenido un encuentro como el de Nazuna y Kō, por supuesto, sino que alguna vez habré estado caminando por la calle e imaginado lo interesante que sería que algo así me sucediera», dijo.
La configuró como una comedia romántica aunque, dado que hacer una obra convencional de ese estilo le resultaba vergonzoso, agregó toques «retorcidos» y lascivos. Los vampiros de Yofukashi no Uta no se apegan a la forma en que se los ha representado en otras obras, dado que son menos fantasiosos adrede. El mangaka explicó que quiso «incorporar elementos ordinarios en lo extraordinario». Hizo de Nazuna incompetente en cuanto al amor porque, de lo contrario, la historia no tendría nudo. El título proviene de la canción de Creepy Nuts «Yofukashi no Uta», que más adelante se convirtió en el tema de cierre del anime. Con respecto al mencionado programa, en la dirección se eligió a Tomoyuki Itamura, quien tenía experiencia en series sobre vampiros al haber trabajado en las adaptaciones de Monogatari. Como este no pudo ofrecer la suficiente disponabilidad horaria, Tetsuya Miyanishi, quien había colaborado con Itamura en Vanitas no Carte, asumió como director en jefe. Itamura dijo que trataron de exhibir la noche de manera que «transmitiera la emoción de escaparte de tus padres y salir a recorrer la ciudad». Según Miyanishi, también se buscó evidenciar que el ambiente nocturno puede ser peligroso y aterrador.

## Contenido

### Manga
El manga comenzó a serializarse el 28 de agosto de 2019, fecha en la que el primer capítulo se publicó en la edición n.° 39 de ese año de la revista semanal Shūkan Shōnen Sunday, de la editorial japonesa Shōgakukan. El primer volumen recopilado en formato tankōbon se lanzó el 18 de noviembre de ese año, a precio de 550 yenes —alrededor de unos 3,5 dólares estadounidenses—, y cuenta con 192 páginas. A mediados de septiembre de 2022, Kotoyama se tomó un descanso de una semana debido a problemas de salud. En noviembre de 2023, tras la publicación del decimoctavo tomo, la editorial anunció que la serie atravesaba el arco narrativo final. El último capítulo, el número doscientos, se lanzó el 24 de enero de 2024, mientras que el vigésimo volumen se emitió ese 18 de marzo.
Viz Media licenció la obra para la difusión en inglés, en Norteamérica, y la publicó a partir de abril de 2021. Desde el 9 de mayo de 2023, se encuentra en el catálogo del servicio digital Viz Manga, donde se publicaron los capítulos en inglés al mismo tiempo que se lanzaron en Japón. Ivrea, una de las editoriales que se hizo con los derechos para la distribución en español, tituló la obra Call of the Night y en España publicó el primer tomo en julio de 2022. Por otra parte, Panini Manga se encarga de la difusión en México y, traduciendo el título a El Canto de la Noche, sacó al mercado el volumen inicial en mayo de 2023.
| Lista de volúmenes | Lista de volúmenes       | Lista de volúmenes     | Lista de volúmenes      | Lista de volúmenes     | Lista de volúmenes       | Lista de volúmenes     |
| #                  | Fecha de publicación     | ISBN                   | Fecha de publicación    | ISBN                   | Fecha de publicación     | ISBN                   |
| ------------------ | ------------------------ | ---------------------- | ----------------------- | ---------------------- | ------------------------ | ---------------------- |
| 1                  | 18 de noviembre de 2019  | ISBN 978-4-09-129492-0 | 30 de junio de 2022     | ISBN 978-8-419-38358-7 | 17 de mayo de 2023       | ISBN 978-6-076-36939-5 |
| 2                  | 18 de febrero de 2020    | ISBN 978-4-09-129556-9 | 10 de agosto de 2022    | ISBN 978-8-419-45168-2 | 21 de junio de 2023      | ISBN 978-6-075-78005-4 |
| 3                  | 16 de abril de 2020      | ISBN 978-4-09-850064-2 | 14 de noviembre de 2022 | ISBN 978-8-419-60057-8 | 19 de julio de 2023      | ISBN 978-6-075-78066-5 |
| 4                  | 18 de agosto de 2020     | ISBN 978-4-09-850163-2 | 16 de febrero de 2023   | ISBN 978-8-419-73011-4 | 30 de agosto de 2023     | ISBN 978-6-075-78167-9 |
| 5                  | 16 de octubre de 2020    | ISBN 978-4-09-850268-4 | 17 de marzo de 2023     | ISBN 978-8-419-73069-5 | 27 de septiembre de 2023 | ISBN 978-6-075-78245-4 |
| 6                  | 18 de enero de 2021      | ISBN 978-4-09-850384-1 | 1 de junio de 2023      | ISBN 978-8-419-86949-4 | 25 de octubre de 2023    | ISBN 978-6-075-78325-3 |
| 7                  | 16 de abril de 2021      | ISBN 978-4-09-850522-7 | 31 de julio de 2023     | ISBN 978-8-419-91692-1 | 6 de diciembre de 2023   | ISBN 978-6-075-78400-7 |
| 8                  | 16 de julio de 2021      | ISBN 978-4-09-850635-4 | 18 de octubre de 2023   | ISBN 978-8-410-06100-2 | 31 de enero de 2024      | ISBN 978-6-075-78507-3 |
| 9                  | 18 de noviembre de 2021  | ISBN 978-4-09-850735-1 | 27 de noviembre de 2023 | ISBN 978-8-410-11359-6 | 14 de febrero de 2024    | ISBN 978-6-075-78568-4 |
| 10                 | 18 de febrero de 2022    | ISBN 978-4-09-850872-3 | 7 de marzo de 2024      | ISBN 978-8-410-15396-7 | 13 de marzo de 2024      | ISBN 978-6-075-78709-1 |
| 11                 | 17 de junio de 2022      | ISBN 978-4-09-851127-3 | 2 de mayo de 2024       | ISBN 978-8-410-25805-1 | 10 de abril de 2024      | ISBN 978-6-075-78821-0 |
| 12                 | 15 de julio de 2022      | ISBN 978-4-09-851204-1 | 4 de julio de 2024      | ISBN 978-8-410-35043-4 | 8 de mayo de 2024        | ISBN 978-6-075-78886-9 |
| 13                 | 15 de septiembre de 2022 | ISBN 978-4-09-851257-7 | 5 de septiembre de 2024 | ISBN 978-8-410-47547-2 | 12 de junio de 2024      | ISBN 978-6-075-82017-0 |
| 14                 | 16 de diciembre de 2022  | ISBN 978-4-09-851474-8 | 13 de noviembre de 2024 | ISBN 979-1-387-54709-7 | 10 de julio de 2024      | ISBN 978-6-075-82136-8 |
| 15                 | 16 de marzo de 2023      | ISBN 978-4-09-851767-1 | 13 de enero de 2025     | ISBN 979-1-387-61913-8 | 14 de agosto de 2024     | ISBN 978-6-075-82245-7 |
| 16                 | 16 de junio de 2023      | ISBN 978-4-09-852123-4 | 6 de marzo de 2025      | ISBN 979-1-387-69161-5 | 11 de septiembre de 2024 | ISBN 978-6-075-82365-2 |
| 17                 | 18 de julio de 2023      | ISBN 978-4-09-852615-4 | 8 de mayo de 2025       | ISBN 979-1-387-78449-2 | 6 de noviembre de 2024   | ISBN 978-6-075-82430-7 |
| 18                 | 17 de noviembre de 2023  | ISBN 978-4-09-852855-4 |                         |                        | 11 de diciembre de 2024  | ISBN 978-6-075-82622-6 |
| 19                 | 16 de febrero de 2024    | ISBN 978-4-09-853115-8 |                         |                        | 8 de enero de 2025       | ISBN 978-6-075-82686-8 |
| 20                 | 18 de marzo de 2024      | ISBN 978-4-09-853196-7 |                         |                        |                          |                        |

### Anime
| Director en jefe     | Tetsuya Miyanishi  |
| Director             | Tomoyuki Itamura   |
| Creador original     | Kotoyama           |
| Composición          | Michiko Yokote     |
| Dirección artística  | Norihiko Yokomatsu |
| Diseño de personajes | Haruka Sagawa      |
| Edición              | Misaki Enokida     |
| Música               | Yoshiaki Dewa      |

El 10 de noviembre de 2021 se anunció que el manga sería adaptado a formato anime. El equipo de producción estuvo compuesto por Tomoyuki Itamura y Tetsuya Miyanishi en la dirección, Michiko Yokote en la escritura del guion y Haruka Sagawa en el diseño de personajes. Animado por Liden Films, se transmitió a partir de julio de 2022 en Fuji TV, en el bloque noitaminA, y otras cadenas televisivas. Los trece episodios se emitieron entre el 7 de julio y 29 de septiembre de 2022.
En Japón, se lanzaron dos unidades con los episodios en formato Blu-ray y DVD, el primero el 26 de octubre de 2022 y el segundo, el 25 de enero de 2023. Por otro lado, el 28 de mayo de 2022 Sentai Filmworks adquirió los derechos del programa, que lo transmitió exclusivamente en su servicio HIDIVE meses más tarde. A través de HIDIVE ese 8 de septiembre se estrenó el doblaje al inglés, con Shannon D. Reed en la dirección. La compañía publicó el Blu-ray con los doce capítulos en un disco, que salió a la venta el 5 de septiembre de 2023, con un valor de casi setenta dólares.
En la Fuji TV Anime Lineup Press Conference del 11 de marzo de 2024, se anunció la producción de una segunda temporada. Se estrenó el 4 de julio de 2025 en Fuji TV y sus afiliadas en el bloque de programación noitaminA de Fuji TV.

### Banda sonora
La banda sonora, obra de Yoshiaki Dewa, se publicó en dos unidades el 14 de septiembre de 2022 en Japón, a través del sello Fabtone Inc, y consta de veintiséis pistas. El tema de apertura es «Daten» (堕天?  lit. «Ángel caído») y el de cierre es «Yofukashi no Uta» (よふかしのうた?) —canción que inspiró el título del manga—, ambos interpretados por la banda de hip hop Creepy Nuts, de la que el mangaka es seguidor. Crearon la pieza de jazz y funk «Daten» específicamente para el anime, motivo por el cual no tiene preludio y comienza directamente con una línea de rap. Además, la letra se basa en una interpretación del grupo sobre la relación entre los protagonistas. En algunas secuencias suena otro tema de Creepy Nuts, «Loss Time» (ロスタイム?), cuyo video musical se hizo con fragmentos del anime. Los miembros de la banda incluso pusieron voz a dos personajes que salen en el sexto episodio. Creepy Nuts repitió colaboración en la segunda temporada con el tema de apertura «Mirage» y el de cierre «Nemure».
Según Steve Jones de Anime News Network, la participación de Creepy Nuts en la banda sonora fue un acierto. Destacó que «Loss Time», el cual suena en el segundo episodio mientras Nazuna lleva a volar a Kō, «resulta divertida y relajante, de manera que trasmite el espíritu de rebeldía de los dos ante las horas del día». Asimismo, varios temas utilizados en el programa figuraron entre los más solicitados en las cabinas de karaoke de la empresa japonesa DAM. En la clasificación de las diez canciones de anime más pedidas, «Daten» ocupó el primer puesto y «Yofukashi no Uta», el segundo.

## Recepción
La obra ha recibido críticas generalmente positivas, tan es así que diferentes periodistas de Anime News Network la incluyeron en sus listas sobre los mejores animes de 2022 y los mejores mangas en publicación de 2023. Del mismo modo, varios analistas de Comic Book Resources le dieron el decimosexto puesto en su listado de los veinte mejores animes de vampiros, mientras que Crunchyroll lo nombró uno de los mejores animes de 2022. Liam Dempsey, productor de esa compañía, elogió la combinación de momentos dramáticos y románticos, así como la música. Steve Jones, de Anime News Network, afirmó que en una ocasión salió a caminar por la noche durante horas y, aunque recorrió lugares conocidos, de alguna forma se sintió extraviado. Sobre el anime dijo que su virtud está en «su capacidad de transmitir exactamente lo que yo sentí esa vez...», además de destacar el uso de colores brillantes, surrealistas y supersaturados en los escenarios nocturnos. Nick Smith redactó una reseña negativa en ICv2, donde mencionó que los lectores podrían desanimarse con el «deprimente» protagonista y criticó el hecho de que un adolescente forje una relación con una vampira mucho mayor. Esto no impidió que Smith la encontrara una historia de vampiros original con buenas ilustraciones. En Anime UK News también se comentó sobre la diferencia de edad, aunque en opinión del analista este es uno de los elementos cómicos de la serie, y sobre Kō, a quien se describió como «simpático desde el primer momento».
En los cuatro años de publicación se estableció como un manga inusual y cosechó una importante cantidad de seguidores. Nazuna es el personaje más popular, razón por la cual basándose en su imagen se ha hecho cosplay y se ha creado una figura Nendoroid. Según Shōgakukan, en el momento en que Yofukashi no Uta había emitido once volúmenes se alcanzaron las 2,5 millones de copias impresas. Estas cifras la convirtieron en una de las historietas con mayor tirada de la editorial. En 2020 los dos personajes principales aparecieron en el video musical de «Escape» (逃亡?), canción del dúo de rock Yorushika. También en 2020, con poco más de quince mil votos, quedó séptimo en la lista de los veinte mejores mangas impresos de los Next Manga Awards, organizados por la revista Da Vinci. Ese mismo año, los Tsutaya Comic Awards lo ubicaron décimo entre los diez mangas «Next Break» —obras de menos de cinco volúmenes y que estén en publicación—. En 2021, en un listado patrocinado por varias compañías, salió octava entre las quince mejores historietas seleccionados por trabajadores de tiendas de libros japonesas. Dos años más tarde, obtuvo el premio Shōgakukan en la categoría mejor shōnen. Asimismo, en 2023 MyAnimeList la recomendó como una de las series ideales para adentrarse en el anime y manga, en una clasificación creada con base en opiniones de usuarios de esa página y de librerías internacionales. En los Crunchyroll Anime Awards de ese año compitió en las categorías mejor anime nuevo, mejor tema de cierre y mejor anime romántico, aunque no ganó en ninguna.